# فاليريو لوبو
فاليريو لوبو (بالرومانية: Valeriu Lupu)‏ هو لاعب كرة قدم روماني في مركز الدفاع، ولد في 24 يناير 1991 في Bolintin-Vale ‏ في رومانيا. شارك مع منتخب رومانيا تحت 21 سنة لكرة القدم. أما مع النوادي، فقد لعب مع أونيريا أورزيتشيني وجامعة كلوج وستيوا بوخارست.

## وصلات خارجية
- فاليريو لوبو على موقع قاعدة بيانات كرة القدم.إي يو (الإنجليزية)
- فاليريو لوبو على موقع Soccerway.com (الإنجليزية)
- فاليريو لوبو على موقع AS.com (الإسبانية)